# Aporostylis bifolia
Die Orchidee Aporostylis bifolia ist die einzige Art in der Gattung Aporostylis. Die kleinen, krautigen Pflanzen werden etwa fünf bis zwanzig Zentimeter groß. Sie sind in Neuseeland verbreitet.

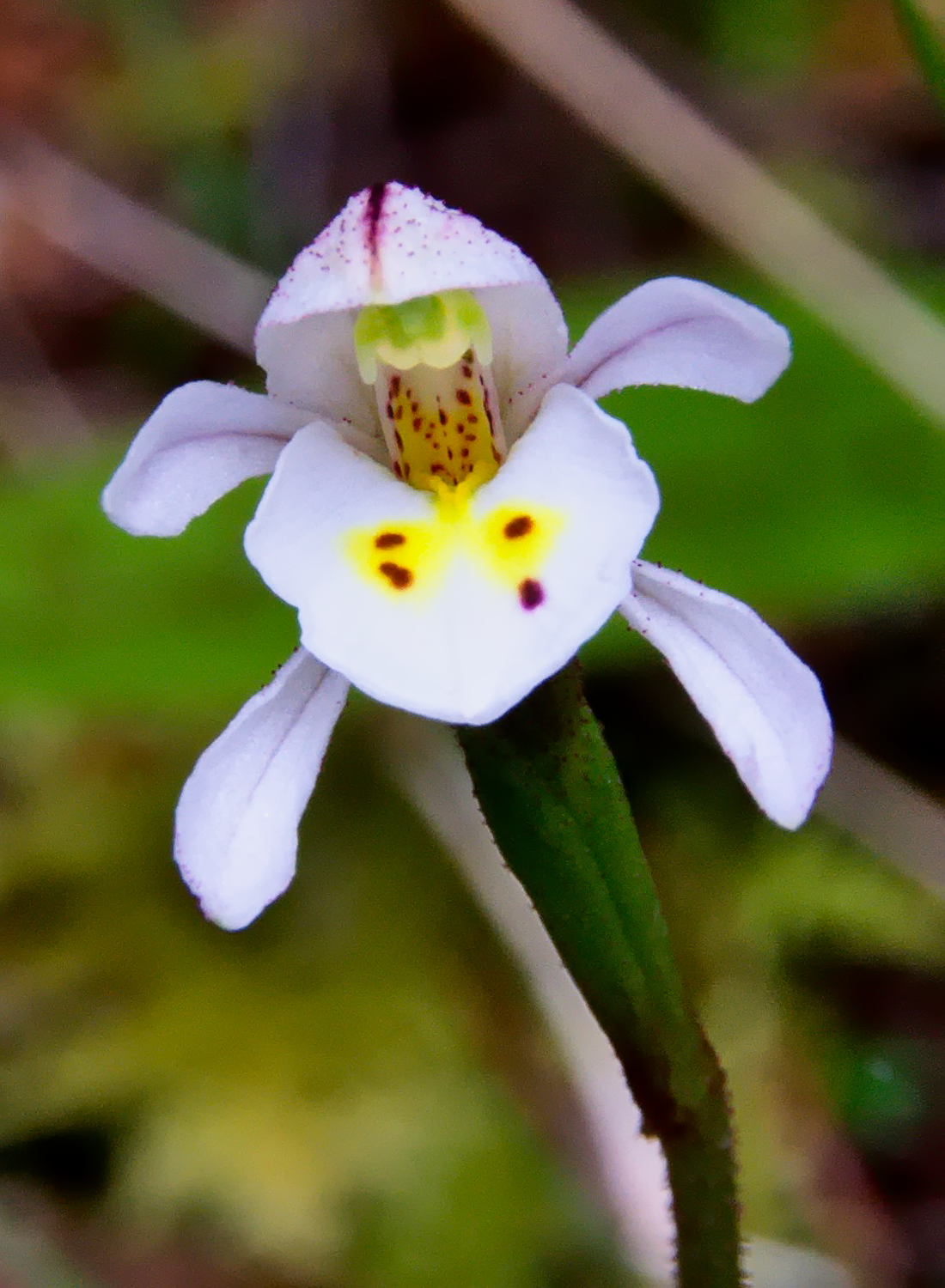
Blüte

## Beschreibung
Aporostylis bifolia bildet rundliche bis konische, unterirdische Knollen; neue Knollen werden in einigem Abstand von der Pflanze gebildet. Der schlanke Spross wächst aufrecht, er ist grün bis rötlich, drüsig behaart und unterhalb der Laubblätter von Niederblättern umhüllt. Dicht über dem Boden sitzen nah beieinander zwei Laubblätter. Wachsen die Pflanzen inmitten höherer Vegetation, kann der Stängel auch etwas gestreckter sein und die beiden Blätter entsprechend etwas weiter voneinander entfernt. Die Blätter sind variabel geformt, auch innerhalb einer Population kann die Blattform von lanzettlich bis breit-oval reichen, das Ende ist spitz. Die Blattspreite ist häufig rötlich oder bräunlich gefleckt, mehr oder weniger drüsig behaart und am Rand bewimpert. Das untere Blatt wird etwa 10 bis 15 Zentimeter lang, das obere ist kleiner.
Über den Blättern trägt der Spross eine einzelne Blüte. Selten kommen auch zwei Blüten pro Spross vor. Die Blüten messen etwa 2,5 Zentimeter und sind resupiniert, weiß oder rosa gefärbt. Das Tragblatt umhüllt den Fruchtknoten teilweise. Die Außenseiten der Sepalen und der Fruchtknoten sind mit drüsigen Haaren besetzt. Das obere Sepal ist breit-lanzettlich, konkav, spitz oder stumpf endend. Die seitlichen Sepalen sind schmaler und spitz, die Petalen nochmals schmaler, kürzer und ebenfalls spitz endend. Die ovale Lippe ist ungeteilt und sitzend, nahe der Basis sitzen zwei gelbe Leisten. Die Lippe und die Basis der Säule sind oft dunkel gefleckt. Die Säule ist länglich und etwas gekrümmt, die Seiten als Flügel oder schmale Lappen ausgezogen. Sie trägt an der Spitze das zweikammrige Staubblatt mit je zwei körnigen Pollinien.

## Verbreitung

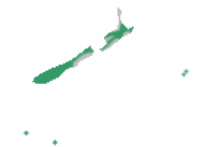
Aporostylis bifolia - Verbreitungskarte

Aporostylis bifolia ist in Neuseeland verbreitet. Nordwärts reicht die Verbreitung bis Te Moehau auf der Nordinsel, ebenso werden die Südinsel, Stewart Island, die Chatham-Inseln, sowie Auckland Island, Campbell Island und die Antipoden-Inseln besiedelt. Während sie im Norden des Verbreitungsgebietes nur höhere Lagen besiedelt, kommt sie weiter südlich auch im Flachland vor.
Die Pflanzen wachsen an gut mit Wasser versorgten Stellen wie Mooren oder Sickerstellen, in Tussock-Grasland, in Gebüschen und Wäldern. Häufig sind sie in Kiefern-Plantagen zu finden.

## Taxonomie
Aporostylis bifolia wurde 1853 von Joseph Dalton Hooker in Botany of the Antarctic Voyage ...Volume 2. Flora Novae Zelandiae Teil 1, Seite 247 als Caladenia bifolia erstbeschrieben. Die Art wurde 1946 von Herman Montague Rucker Rupp und Edwin Daniel Hatch in Proceedings of the Linnean Society of New South Wales Band 70, Seite 61 als Aporostylis bifolia in die Gattung Aporostylis gestellt.